# Estelle Adiana
Estelle Adiana, född 14 maj 1997, är en volleybollspelare (vänsterspiker). Hon spelar med Kameruns landslag och har med dem vunnit guld vid afrikanska mästerskapet 2019 och 2021 samt deltagit vid VM 2018 och 2022. På klubbnivå spelar hon (2024) för ISaint-Dié-des-Vosges Volley-ball. Hon har tidigare spelat för klubbar i Kamerun och Frankrike.